# Phasmahyla timbo
Phasmahyla timbo é uma espécie de anfíbio da família Phyllomedusidae. Endêmica do Brasil, pode ser encontrada na Serra do Timbó, município de Amargosa, no estado da Bahia.